# Spatalia okamotonis
Spatalia okamotonis är en fjärilsart som beskrevs av Matsumura 1909. Spatalia okamotonis ingår i släktet Spatalia och familjen tandspinnare. Inga underarter finns listade i Catalogue of Life.